# System ligowy piłki nożnej w Austrii
Austriacki system ligowy składa się z powiązanych ze sobą lig, wchodzących w skład rozgrywek organizowanych przez Austriacki Związek Piłki Nożnej. Pierwsze dwa poziomy rozgrywkowe obejmują całe terytorium Austrii, niższe zaś (poziomy 3. - 10.) obejmują jedynie określony region.

## Struktura rozgrywek
| Poziom | Liga                           | Liga                         | Liga                        |
| ------ | ------------------------------ | ---------------------------- | --------------------------- |
| 1      | Bundesliga 10 klubów           | Bundesliga 10 klubów         | Bundesliga 10 klubów        |
|        | (↓ 1 klub)                     |                              |                             |
|        | (↑ 1 klub)                     |                              |                             |
| 2      | Erste Liga 10 klubów           | Erste Liga 10 klubów         | Erste Liga 10 klubów        |
|        | (↓ 1 klub + 1 klub w play-off) |                              |                             |
|        | (↑ 1 klub w play-off)          | (↑ 1 klub w play-off)        | (↑ 1 klub w play-off)       |
| 3      | Regionalliga Ost 16 klubów     | Regionalliga Mitte 16 klubów | Regionalliga West 16 klubów |

## Regionalliga Ost
Rozgrywki Regionalligi Ost obejmują wschodnie tereny Austrii - Wiedeń, Dolną Austrię oraz Burgenland.
Niższe poziomy rozgrywkowe koordynowane są przez regionalne Związki Piłki Nożnej - Burgenlandzki ZPN (BFV) odpowiada za Burgenlandligę i jej podrzędne, Wiedeński ZPN (WFV) odpowiada za Wiener Ligę i jej podrzędne, zaś za rozgrywki Niederösterreichische Landesligi i jej podrzędnych odpowiada Dolnoaustriacki ZPN (NÖFV).
| Poziom | Liga                                                           | Liga                       | Liga |
| ------ | -------------------------------------------------------------- | -------------------------- | --- |
| 3      | Regionalliga Ost 16 klubów                                     | Regionalliga Ost 16 klubów | Regionalliga Ost 16 klubów |
| 4      | Burgenlandliga 16 klubów                                       | Wiener Liga 16 klubów      | 1. Niederösterreichische Landesliga 16 klubów |
| 5      | 2. Liga Nord 2. Liga Mitte 2. Liga Süd                         | Oberliga A Oberliga B      | 2. Landesliga Ost 2. Landesliga West |
| 6      | 1. Klasse Nord 1. Klasse Mitte 1. Klasse Süd                   | 1. Klasse A 1. Klasse B    | Gebietsliga Nord/Nord-West Gebietsliga Nord-West/Waldviertel Gebietsliga Süd/Süd-Ost Gebietsliga West |
| 7      | 2. Klasse Nord 2. Klasse Mitte 2. Klasse A Süd 2. Klasse B Süd | 2. Klasse A 2. Klasse B    | 1. Klasse Nord 1. Klasse Nordwest 1. Klasse Nordwest-Mitte 1. Klasse Ost 1. Klasse Süd 1. Klasse Waldviertel 1. Klasse West 1. Klasse West-Mitte |
| 8      |                                                                | 3. Klasse A                | 2. Klasse Alpenvorland 2. Klasse Donau 2. Klasse Marchfeld 2. Klasse Ost 2. Klasse Ost-Mitte 2. Klasse Pulkautal 2. Klasse Schmidatal 2. Klasse Steinfeld 2. Klasse Traisental 2. Klasse Triestingtal 2. Klasse Waldviertel Süd 2. Klasse Waldviertel Thayatal 2. Klasse Weinviertel Nord 2. Klasse Weinviertel Süd 2. Klasse Wachau 2. Klasse Wechsel 2. Klasse Yspertal 2. Klasse Ybbstal |
| 9      |                                                                |                            | 3. Klasse Hornerwald 3. Klasse Mistelbach |

## Regionalliga Mitte
Rozgrywki Regionalligi Mitte obejmują centralne i południowe tereny Austrii - Styrię, Karyntię, Górną Austrię oraz Tyrol Wschodni. Niższe poziomy rozgrywkowe koordynowane są przez regionalne Związki Piłki Nożnej - Styryjski ZPN (StFV) odpowiada za Landesligę Steiermark i jej podrzędne, Karyntyjski ZPN (KFV) odpowiada za Kärntner Ligę i jej podrzędne (oprócz terenów Karyntii obejmuje on także tereny Tyrolu Wschodniego), zaś za rozgrywki Oberösterreich-Ligi i jej podrzędnych odpowiada Górnoaustriacki ZPN (OÖFV).
| Poziom | Liga | Liga                                            | Liga |
| ------ | --- | ----------------------------------------------- | --- |
| 3      | Regionalliga Mitte 16 klubów | Regionalliga Mitte 16 klubów                    | Regionalliga Mitte 16 klubów |
| 4      | Landesliga Steiermark 16 klubów | Kärntner Liga 16 klubów                         | Oberösterreich-Liga 14 klubów |
| 5      | Oberliga Nord Oberliga Mitte Oberliga Süd | Unterliga Ost Unterliga West                    | Landesliga Ost Landesliga West |
| 6      | Unterliga Mitte Unterliga Nord A Unterliga Nord B Unterliga Ost Unterliga Süd Unterliga West                                                                                                   | 1. Klasse A 1. Klasse B 1. Klasse C 1. Klasse D | Bezirksliga Nord Bezirksliga Ost Bezirksliga Süd Bezirksliga West |
| 7      | Gebietsliga Enns Gebietsliga Mitte Gebietsliga Mur Gebietsliga Mürz Gebietsliga Ost Gebietsliga Süd Gebietsliga West                                                                           | 2. Klasse A 2. Klasse B 2. Klasse C 2. Klasse D | 1. Klasse Mitte 1. Klasse Mitte-West 1. Klasse Nord 1. Klasse Nord-Ost 1. Klasse Nord-West 1. Klasse Ost 1. Klasse Süd 1. Klasse Süd-West                                                                                                   |
| 8      | 1. Klasse Enns 1. Klasse Mitte A 1. Klasse Mitte B 1. Klasse Mur/Mürz A 1. Klasse Mur/Mürz B 1. Klasse Ost A 1. Klasse Ost B 1. Klasse Süd A 1. Klasse Süd B 1. Klasse West A 1. Klasse West B |                                                 | 2. Klasse Mitte 2. Klasse Mitte-Ost 2. Klasse Mitte-West 2. Klasse Nord-Ost 2. Klasse Nord-Mitte 2. Klasse Nord-Ost 2. Klasse Nord-West 2. Klasse Ost 2. Klasse Süd 2. Klasse Süd-Ost 2. Klasse Süd-West 2. Klasse West 2. Klasse West-Nord |

## Regionalliga West
Rozgrywki Regionalligi West obejmują zachodnie tereny Austrii - Salzburg, Tyrol (z pominięciem Tyrolu Wschodniego) oraz Vorarlberg.
Niższe poziomy rozgrywkowe koordynowane są przez regionalne Związki Piłki Nożnej - Salzburski ZPN (SFV) odpowiada za Salzburger Ligę i jej podrzędne, Tyrolski ZPN (WFV) odpowiada za Tirol Ligę i jej podrzędne, zaś za rozgrywki Vorarlbergligi i jej podrzędnych odpowiada Vorarlbergijski ZPN (VFV).
| Poziom | Liga                                                               | Liga                                                             | Liga                                               |
| ------ | ------------------------------------------------------------------ | ---------------------------------------------------------------- | -------------------------------------------------- |
| 3      | Regionalliga West 16 klubów                                        | Regionalliga West 16 klubów                                      | Regionalliga West 16 klubów                        |
| 4      | Salzburger Liga 16 klubów                                          | Tirol Liga 16 klubów                                             | Vorarlbergliga 14 klubów                           |
| 5      | 1. Landesliga                                                      | Landesliga Ost Landesliga West                                   | Landesliga                                         |
| 6      | 2. Landesliga Nord 2. Landesliga Süd                               | Gebietsliga Ost Gebietsliga West                                 | 1. Landesklasse                                    |
| 7      | 1. Klasse Nord 1. Klasse Süd                                       | Bezirksliga Ost Bezirksliga West                                 | 2. Landesklasse                                    |
| 8      | 2. Klasse Nord A 2. Klasse Nord B 2. Klasse Süd 2. Klasse Süd/West | 1. Klasse Ost 1. Klasse West                                     | 3. Landesklasse                                    |
| 9      |                                                                    | 2. Klasse Mitte 2. Klasse Ost 2. Klasse West 2. Klasse Zillertal | 4. Landesklasse                                    |
| 10     |                                                                    |                                                                  | 5. Landesklasse Oberland 5. Landesklasse Unterland |